# Sulproston
Sulproston je uterotonik.
On je analog prostaglandina E2.

## Spoljašnje veze
|  | Molimo Vas, obratite pažnju na važno upozorenje u vezi sa temama iz oblasti medicine (zdravlja). |